# ولوسك (عقدا)
ولوسك (بالفارسية: ولوسک) هي قرية تقع في إيران في قسم عقدا الريفي.